# Deinopa flavida
Deinopa flavida är en fjärilsart som beskrevs av George Francis Hampson 1926. Deinopa flavida ingår i släktet Deinopa och familjen nattflyn. Inga underarter finns listade i Catalogue of Life.